# Hermann Hankel
Hermann Hankel (14 février 1839 - 29 août 1873), est un mathématicien allemand. 

## Biographie
Né à Halle en 1839, il entre à l’université de Leipzig en 1857 où il étudie les mathématiques en compagnie d'August Ferdinand Möbius. Il complète ensuite ses études en devenant élève de Bernhard Riemann à l'université de Göttingen en 1860, puis l'année suivante il travaille avec Karl Weierstrass et Leopold Kronecker à Berlin. En 1862, il soutient sa thèse de doctorat intitulée Über eine besondere Classe der symmetrischen Determinanten (traduction : sur une classe particulière de déterminants de symétries). Il rencontre alors Hermann Grassmann. À partir de 1866, ce dernier lui détaille ses théories algébriques. Hankel est par la suite nommé professeur à l'université de Leipzig, puis à l'université de Tübingen en 1869. Hermann Hankel est l'époux de Marie Hankel.
Il travaille essentiellement sur la théorie des fonctions, en particulier celle des fonctions complexes (analyse complexe). Parmi ses travaux, les plus connus sont la transformation de Hankel, les fonctions de Hankel et les matrices de Hankel.